# Виолин, Фёдор Владимирович
Фёдор Владимирович Виолин (род. 12 ноября 1937) — советский и российский актёр и театральный деятель, артист Государственного академического центрального театра кукол имени С. В. Образцова (с 1972), народный артист Российской Федерации (2007).

## Биография
Родился 12 ноября 1937 года. 
По окончании Театрального училища им. Щукина с 1967 по 1971 годы работал в Театре-студии «Жаворонок», созданном режиссёром Борисом Аблыниным. В 1972 году был приглашён в ГАЦТК.
Создал множество разнообразных кукольных героев, всевозможных существ и сказочных животных. Настоящая плеяда царственных особ, уморительных самодуров: Король Тарабарский в «Буратино» и Султан в «Дон Жуане», Эврисфей в «Геракле», Царь в ершовском «Коньке-Горбунке» и свифтовский Король лилипутов. В актёрском багаже Фёдора Владимировича Виолина — такие полярные роли как неподражаемый Конферансье Апломбов и рыцарь Дон Кихот.
В ГАЦТК имени С.В. Образцова он поставил спектакли «Тигрик Петрик» Н. Гернет, «Горя бояться – счастья не видать» С. Маршака, новую сценическую редакцию «Маугли» по сказке Р. Киплинга.

## Театральные работы
- «Буратино»;
- Конферансье Эдуард Апломбов — «Необыкновенный концерт»;
- Жак — «Кот в сапогах», Галина Владычина, Шарль Перро (режиссёр Сергей Образцов).

### Режиссёрские работы
- «Горя бояться – счастья не видать», С. Маршак;
- «Маугли».

## Награды
- Орден Дружбы (29 апреля 2019 года) — за большой вклад в развитие отечественной культуры и искусства, многолетнюю плодотворную деятельность[3].
- Народный артист Российской Федерации (31 января 2007 года) — за большие заслуги в области искусства[4]
- Заслуженный артист Российской Федерации (28 сентября 1993 года) — за заслуги в области театрального искусства[5]